# Eduard Kohout

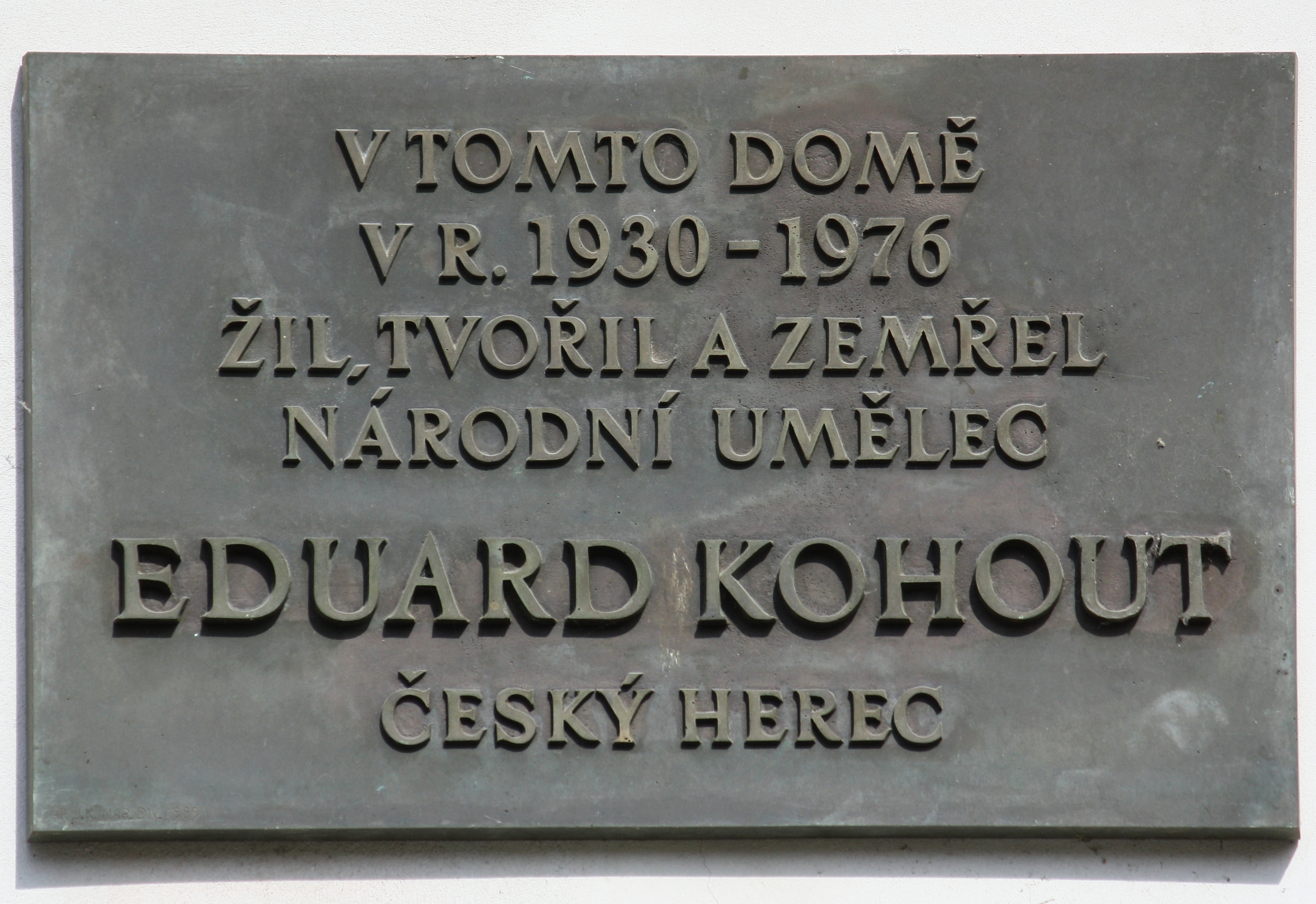
Pamětní deska na Kampě

Národní umělec Eduard Kohout, vlastním jménem František Eduard Kohout, křtěný František (6. března 1889 České Budějovice – 25. října 1976 Praha) byl český herec, po desítky let byl jedním z protagonistů činoherního souboru Národního divadla v Praze, kde byl v angažmá v letech 1916 až 1960, kdy odešel do důchodu, ale pohostinsky zde hrál takřka do své smrti. Vystupoval i ve filmu, v rozhlase a televizi.

## Divadlo
Narodil se v Českých Budějovicích jako syn truhláře. Během studií na reálce v Plzni ho přivedl profesor Jaroslav Hurt k lásce k divadlu. Studia nedokončil, roku 1906 odešel k divadelní společnosti A. Šípkové. Do roku 1909 prošel řadou společností (Šípková, Tutter, Grossová, Zöllner). U Zöllnera se Kohout setkal s Václavem Vydrou, který se stal jeho hereckým kolegou a přítelem. Jeho talent rozpoznal Vendelín Budil, který jej přijal v roce 1909 do Městského divadla v Plzni na Vydrovo doporučení. Zde pobyl Kohout čtyři sezóny do roku 1913, právě V. Budil se stal Kohoutovým vzorem, od něho převzal velké dramatické gesto, vzrušený výraz hlasu a pozdně romantické rysy herectví. Poté hrál Kohout rok v Intimním divadle na Smíchově. Mezi lety 1914–1916 byl členem Vinohradského divadla .
Od roku 1916 zakotvil díky Jaroslavu Kvapilovi v Národním divadle, kde se záhy stal protagonistou shakespearovských her. Právě v meziválečném období dokázal tragickým postavám Shakespearovým (Hamlet) a Sofoklovým (Oidipus) vtisknout pečeť tehdejšího poválečného mládí s jeho pocity prožitého zla. Vytvořil tu přes sto postav světového i českého dramatu.
Jeho herecká dráha prošla složitým vývojem, zpočátku ztvárňoval své role ve stylu psychologického realismu, později se přes impresionismus dostal k expresionismu. Svůj herecký projev dokázal postupně utlumit, stal se civilní až věcný. Eduard Kohout dokonale ovládal svůj hluboký sytý hlas, byl mistrem intonačního projevu, v němž dokázal být jedinečný a na první poslech poznatelný. Do dějin českého divadelnictví vstoupila jeho spolupráce s režiséry Karlem Hugo Hilarem, Jiřím Frejkou a Karlem Dostalem před 2. světovou válkou.
Byl označován „lyrikem českého jeviště“, jeho kolegové ho nejčastěji častovali titulem „Herecký kníže z Kampy“ nebo „Mistr z Kampy“, „Básník mezi herci“ a později jako „Umělec nestárnoucí“. Své zdraví upevňoval každodenním cvičením a neustálou fyzickou a duševní aktivitou. Na Kampě v malém bytě nad Vltavou bydlel celý život. Roku 1975 byly vydány jeho autobiografické vzpomínky pod názvem Divadlo neb Snář.
Mezi množstvím jeho rolí vynikly postavy divadelní klasiky (Sofokles, Shakespeare, Goethe, Shaw), ale Kohout se dovedl přeladit i do komorních lyricky postavených rolí komických (Goldoni). Byl také vynikajícím přednašečem, jeho doménou byla česká meziválečná poezie (Konstantin Biebl, Vítězslav Nezval, Jaroslav Seifert) a starofrancouzské písně. Často vystupoval v poetické vinárně Viola na Národní třídě.

## Film
Eduard Kohout poprvé vystoupil před filmovou kamerou v nedochovaném filmu společnosti Illusion Pan profesor, nepřítel žen. Z němých filmů Eduarda Kohouta se dochoval pouze milostný příběh Děvče z tabákové továrny (1928). Zvukový film dal Kohoutovi vyniknout nejčastěji v okrajových nebo vedlejších rolích, ale i ty zahrál s precizním projevem blízkým jeho projevu divadelnímu.
Hrával lidi různě vyšinuté – blázny, ztroskotance, barony či světáky, občas pány z lepší společnosti. Známá je např. postava Ferdinanda Korandy, který si ve filmu Batalion (1937) o sobě myslí, že je šlechtický levoboček, do jisté míry se mu podobá duševně nemocný Vilém Balvín v Kouzelném domě (1939), ale i podivínský Artuš Fabian z Kohoutovy nejvýraznější filmové role v Turbině (1941). Kohout vynikl i jako baron Maras v Tanečnici (1943) nebo Jiří z filmu Kluci na řece (1944), po němž touží jeho matka, když jí syn utekl do světa.
Po 2. světové válce ho režiséři často využívají ke ztvárnění menších postav historických (filmy Mikoláš Aleš, Z mého života, Revoluční rok 1848 – císař Ferdinand V., Velké dobrodružství). Českého šlechtice a dvořana Jindřicha Lefla z Lažan ztvárnil ve dvou dílech „husitské“ trilogie Otakara Vávry Jan Hus a Proti všem. Známá je Kohoutova postava účetního revizora Zelinky z kriminálky 105 % alibi (1959) nebo maršálek z pohádky Princezna se zlatou hvězdou (1959). Ke dvěma podobným rolím se propůjčil ve filmech Karla Zemana, hrál generála v Ukradené vzducholodi (1966) a velitele pevnosti v Baronu Prášilovi (1961). Naposledy se Eduard Kohout objevil na filmovém plátně ve filmu Akce v Istanbulu (1975).

## Televize, rozhlas, gramodesky
Eduard Kohout velmi často vystupoval v rozhlase a od založení televize r. 1953 i v tomto mediu. Československá televize uvedla např. inscenace Prodej, Hodinářská romance, Polka jede do světa, Rozkošné odpoledne, Mlynářka z Granady, v nichž E. Kohout uplatnil své neobyčejné mistrovství. V archivech i domácnostech leží řada gramofonových desek s Kohoutovým hlasem. Nahrával slavné monology z divadelních her, ale také písně za doprovodu kytary nebo klavíru (například populární barkarola z veselohry Benátská maškaráda). Eduard Kohout propůjčil svůj hlas i animovanému filmu Jiřího Trnky Staré pověsti české (1952).

## Ocenění a tituly
Eduard Kohout byl poctěn řadou cen a vyznamenání. Za roli Hamleta dostal r. 1927 Národní cenu, za dosavadní tvorbu získal touž cenu i r. 1939. V roce 1953 dostal titul zasloužilý umělec a roku 1968 i titul národní umělec, který právě jemu patřil po zásluze. Roku 1963 mu byl udělen Řád práce.
Eduard Kohout zemřel ve věku 87 let a byl pohřben ve vyšehradském Slavíně.

## Citát
| „                 | Eduard měl k operetě velice kladný vztah, sám rád zpíval a tančil a vůbec byl velmi muzikální. Kohout byl můj vzor – a díky za takový vzor! To on mě vemluvil do krás cvičení a gymnastiky...Byl to zářný a příkladný vzor. Dokonalý kumštýř, tělem i duší. Stále se učil a věčně na sobě pracoval. Jak on se jen uměl rozdat! | “ |
| — Ljuba Hermanová | |   |

## Významné divadelní role
- Smerďakov (Bratři Karamazovi, adaptace podle F. M. Dostojevského), 1922
- Dauphin Karel (George Bernard Shaw, Svatá Jana), 1924
- Benvolio (William Shakespeare, Romeo a Julie), 1924
- Hamlet (William Shakespeare), 1926
- Kníže Myškin (Idiot, adaptace podle F. M. Dostojevského), 1928
- Marius (Marcel Pagnol, Malajský šíp), 1931
- Oidipus král (Sofokles), 1932
- Krečinskij (Alexandr Vasiljevič Suchovo-Kobylin, Svatba Krečinského), 1940, 1947, 1949
- Lelio (Miloš Hlávka na motiv Carlo Goldoni (Lhář), Benátská maškaráda), 1941
- Torquato Tasso (Johann Wolfgang Goethe), 1942
- Cyrano z Bergeracu (Edmond Rostand), 1949
- Gadeiros (Vítězslav Nezval, Dnes ještě zapadá slunce nad Atlantidou), 1956
- Rahuma (Leonid Leonov, Zlatý kočár), 1957

## Filmografie
– němý film
- Pan profesor, nepřítel žen, 1913 – role neuvedena
- Čaroděj, 1918 – detektiv Lapka
- Yorickova lebka, 1919 – malíř Roman Hajský
- Děvče z tabákové továrny, 1928 – Anatol Roden, pán na Vysoké

 – zvukový film
- Batalion, 1937 – Ferdinand Koranda
- Jan Výrava, 1937 – helvita Dvořák, emigrant
- Žena na rozcestí, 1937 – úředník pojišťovny Karel Vojnar, Jindřich manžel
- Kouzelný dům, 1939 – Vilém Balvín, Viléminin syn
- Noční motýl, 1941 – světák pan Leopold
- Preludium, 1941 – hlas Magdina svůdce
- Turbína, 1941 – Artuš Fabian, Ullikův švagr
- Bláhový sen, 1943 – vedoucí kadeřnictví pan Richard
- Šťastnou cestu, 1943 – komisionář Viktor Zych, Helenin přítel
- Tanečnice, 1943 – baron Maras, přítel a ctitel Clo
- Kluci na řece, 1944 – Jiří, syn paní Magdalény
- Bludná pouť, 1945 – JUDr. Říha, nedokončený film
- Housle a sen, 1946 – hrabě Pavel Adam Lažanský
- Lavina, 1946 – finančník dr. Malík, Irenin otec
- Znamení kotvy, 1947 – maestro Lascari
- Křižovatka, 1947 – architekt Karel Prokop, Kristinin manžel; film nedokončen
- Daleká cesta, 1949 – profesor Reiter
- Revoluční rok 1848, 1949 – císař Ferdinand V.
- Posel úsvitu, 1950 – hrabě Clam-Martinic
- Mikoláš Aleš, 1951 – vydavatel Čestmír Hlaváč
- Mladá léta, 1952 – kriegskomisar Pietsch
- Únos, 1952 – americký generál Carrigan
- Velké dobrodružství, 1952 – přírodovědec prof. A. V. Frič
- Jan Hus, 1954 – Lefl z Lažan
- Hastrman, 1955 – Rybář zvaný Hastrman
- Z mého života, 1955 – doktor Karel Sladkovský
- Proti všem, 1956 – Lefl z Lažan
- Hry a sny, 1958 – Ind Tonda
- Kasaři, 1958 – tovární mistr Alois Boček, bývalý kasař
- Občan Brych, 1958 – vedoucí saldokonta Karel Kazda
- Princezna se zlatou hvězdou, 1959 – maršálek
- 105% alibi, 1959 – účetní revizor RaJ Ferdinand Zelinka
- Ledoví muži, 1960 – ředitel vyšší hudební školy
- Baron Prášil, 1961 – generál, velitel pevnosti
- Malý Bobeš ve městě, 1962 – kouzelník Karafa
- Král Králů, 1963 – náměstek ministra zahraničních věcí
- Bláznova kronika, 1964 – hrabě, otec Veroniky
- Ukradená vzducholoď, 1966 – generál
- Znamení Raka, 1966 – astrolog Hejna
- Bylo čtvrt a bude půl, 1968 – porotce
- Spalovač mrtvol, 1968 – MUDr. Richard Bettelheim, židovský lékař
- Na kometě, 1970 – Murphy
- Svatá hříšnice, 1970 – starý herec
- Touha Sherlocka Holmese, 1971 – dirigent
- Sedmého dne večer, 1974 – role neznáma
- Akce v Istanbulu, 1975 – host v baru

(televizní role nejsou vzhledem k neúplnosti pramenů uvedeny)